# TMK 2300
TMK 2300 (oznaczenie producenta TMK 2200-K) – typ niskopodłogowego tramwaju wytwarzanego przez chorwackie konsorcjum Crotram. Jest to skrócony wariant pięcioczłonowego TMK 2200.

## Konstrukcja
TMK 2200 to jednokierunkowy, w pełni niskopodłogowy wagon tramwajowy, który składa się z trzech członów połączonych dwoma przegubami. Nadwozie pierwszego i trzeciego członu opiera się na dwóch dwuosiowych wózkach napędowych, człon środkowy jest podwieszany. Napęd wózków stanowią trójfazowe silniki asynchroniczne o mocy 85 kW każdy. Silniki zasilane są falownikami z tranzystorami IGBT. Wagony posiadają hamulce hydrauliczne, elektrodynamiczne i szynowe. Do wnętrza prowadzi czworo podwójnych drzwi odskokowych: dwoje w członie środkowym i pojedyncze w członach skrajnych. Wersja 2300 LT wyposażona jest w akumulatory umożliwiające przejechanie 500 m bez zasilania z sieci trakcyjnej oraz w zmodernizowane ściany czołowe.

## Dostawy
| Państwo        | Miasto         | Typ            | Lata dostaw    | Liczba | Numery taborowe |       |
| -------------- | -------------- | -------------- | -------------- | ------ | --------------- | ----- |
| Chorwacja      | Zagrzeb        | NT 2300        | 2010           | 2      | 2301–2302       | [ 5 ] |
| Łotwa          | Lipawa         | TMK 2300 LT    | 2020–2022      | 14     | 250–263         | [ 6 ] |
| Łączna liczba: | Łączna liczba: | Łączna liczba: | Łączna liczba: | 16     |                 |       |

## Eksploatacja

### Lipawa

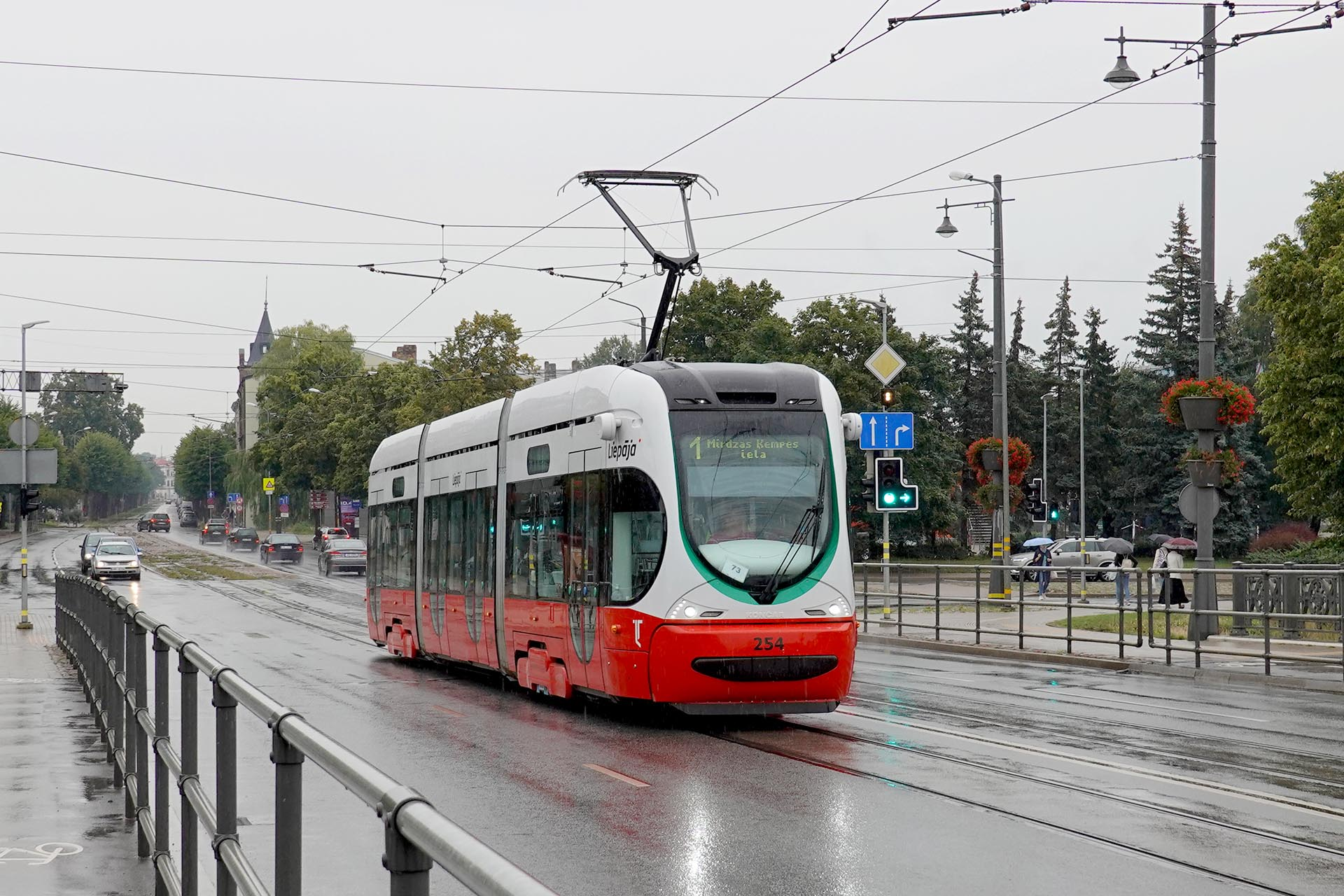
Lipawski TMK 2300 LT na moście nad kanałem Tirdzniecība

23 listopada 2018 r. przewoźnik Liepājas Tramvajs podpisał umowę z Končar – Electric Vehicles na produkcję i dostawę sześciu niskopodłogowych tramwajów dla łotewskiego miasta Lipawa. W sierpniu 2020 umowę rozszerzono o kolejnych sześć wagonów a 9 listopada 2022 r. dostarczono pierwszy egzemplarz. Na targach InnoTrans 2022 Grupa Končar zaprezentowała swoje najnowsze, zaawansowane technologicznie rozwiązania w transporcie szynowym, wśród których wyróżnił się niskopodłogowy tramwaj TMK 2300 LT, który po targach został dostarczony klientowi z Łotwy. Zakup 12 tramwajów 2300 LT sfinansowano w 80% ze środków Unii Europejskiej. Ostatecznie do miasta trafiło nie 12, lecz 14 wagonów.

### Zagrzeb
W 2009 r. Zagrzeb zakupił dwa tramwaje typu TMK 2300. Pierwszy z nich wprowadzono do eksploatacji 23 grudnia tego samego roku, drugi w kwietniu 2010.